# Trogonophidae
Trogonophidae – rodzina amfisben z rzędu łuskonośnych (Squamata).

## Zasięg występowania
Występują w północnej Afryce oraz w pasie od Iranu przez Półwysep Arabski do Somalii.

## Charakterystyka
Drążą chodniki przy pomocy specyficznych ruchów ciała, pomagając sobie głową. Ogon służy do zakotwiczania się w glebie, co zwiększa nacisk podczas drążenia chodników.

## Podział systematyczny
Do rodziny należą następujące rodzaje: 
- Agamodon
- Diplometopon – jedynym przedstawicielem jest Diplometopon zarudnyi
- Pachycalamus – jedynym przedstawicielem jest Pachycalamus brevis
- Trogonophis – jedynym przedstawicielem jest Trogonophis wiegmanni